# 라이징 스타
〈라이징 스타〉는 대한민국의 가수 이옥주의 6번째 싱글이자, 타이미 명의로의 두 번째 싱글이며, 2014년 4월 10일에 발매되었다.

## 수록곡
1. 라이징 스타 (Feat. 호재)
  - 작사: 타이미, 작곡 · 편곡: 호재